# Résolution 1009 du Conseil de sécurité des Nations unies
Membres permanents
- Chine
- États-Unis
- France
- Royaume-Uni
- Russie

Membres non permanents
- Allemagne
- Argentine
- Botswana
- Honduras
- Indonésie
- Italie
- Nigéria
- Oman
- République tchèque
- Rwanda

Résolution no 1008 Résolution no 1010
La résolution 1009 du Conseil de sécurité des Nations unies, adoptée à l'unanimité le 10 août 1995, après avoir rappelé toutes les résolutions sur la situation dans l'ex-Yougoslavie, y compris les résolutions 981 (1995), 990 (1995) et 994 (1995), a exigé que le gouvernement de la Croatie observe strictement les résolutions du Conseil de sécurité après le début de l'offensive de l'armée croate le 4 août 1995.
Le Conseil a déclaré que la Croatie ne s'était pas conformée aux exigences du Conseil de sécurité formulées au début du mois. Des préoccupations ont été exprimées quant aux violations de l'embargo sur les armes et ont regretté que les négociations à Genève aient été interrompues. L'importance d'un règlement négocié a été soulignée en liaison avec la reconnaissance mutuelle des États de l'ex- Yougoslavie. L’offensive à grande échelle (opération Tempête) lancée par la Croatie contre les Serbes de Croatie le 4 août a aggravé le conflit et est regrettable selon le Conseil. Les bombardements de cibles civiles ont été une nouvelle fois condamnés et il a été constaté que des violations du droit international humanitaire avaient été commises et que les personnes qui avaient fui se trouvaient dans une situation grave. Les droits de la population serbe locale devaient être protégés, tandis que les violences contre le personnel des Nations unies, qui ont fait trois morts, ont également été condamnées par le Conseil.
Agissant en vertu du chapitre VII de la Charte des Nations unies, le Conseil de sécurité a exigé que la Croatie cesse immédiatement toutes les actions militaires et le respect les droits des Serbes de Croatie, autorise l'accès à la région au Comité international de la Croix-Rouge et aux organisations humanitaires, autorise le retour des réfugiés et des personnes déplacées et le respect le statut du personnel des Nations unies, en traduisant en justice toute personne responsable des attaques contre la FORPRONU. Il a été rappelé à toutes les parties leurs obligations en vertu de la résolution 816 (1993) et leur objectif de parvenir à un règlement négocié garantissant les droits de toutes les communautés dans les pourparlers sous les auspices de la Conférence internationale sur l'ex-Yougoslavie.
Enfin, le secrétaire général Boutros Boutros-Ghali a été prié de remettre un rapport au Conseil dans les trois semaines suivant l'adoption de cette résolution concernant sa mise en œuvre et les implications de la situation sur l'Opération de rétablissement de la confiance des Nations unies. D'autres mesures seraient également envisagées pour garantir le respect de la résolution 1009.

## Voir également
- Guerre de Bosnie-Herzégovine
- Dislocation de la Yougoslavie
- Guerre de Croatie
- Opération Éclair
- Guerres de Yougoslavie